# Maryknoll

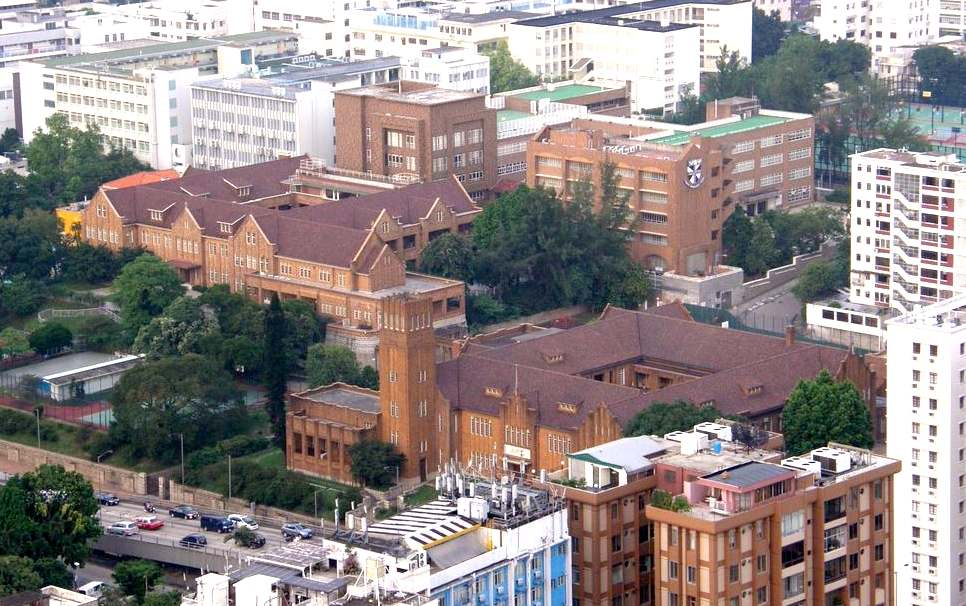
Visión del complejo Maryknoll Convent School en Hong Kong, perteneciente a la Catholic Foreign Mission Society of America.

Maryknoll, nombre común de la Catholic Foreign Mission Society of America (nombre oficial en latín: Societas de Maryknoll pro missionibus exteris) es una sociedad de vida apostólica católica y mayoritariamente estadounidense fundada en 1910 y dedicada al ministerio misionero y trabajar en el extranjero, sobre todo Asia oriental, China, Japón, Corea, América Latina y África. En los últimos años se ha destacado también por su denuncia social a favor de los derechos de los inmigrantes, indígenas, enfermos de sida y otros colectivos sociales desfavorecidos, así como en contra de los programas militares de Estados Unidos, especialmente la guerra de Irak.
La familia de los misioneros de Maryknoll incluye a los Padres de Maryknoll y Hermanos (propiamente «la Sociedad», añaden a su firma M.M., Maryknoll missionary), las Maryknoll Sisters (congregación de monjas), y los misioneros laicos de Maryknoll (llamada comúnmente «la Asociación»). Las tres entidades están separadas canónicamente pero trabajan en estrecha colaboración. La casa generalicia de las tres entidades está ubicadas las afueras de la ciudad de Ossining, NY, 50 kilómetros al norte de la ciudad de Nueva York, sobre el río Hudson.

## Historia
La sociedad Maryknoll fue fundada por los sacerdotes James Anthony Walsh, de Boston y Thomas Frederick Price, de Carolina del Norte, tras el XXIº Congreso Eucarístico Internacional celebrado en Montreal, Canadá, del 7 al 11 de septiembre de 1910). Finalmente se estableció oficialmente en 1911 con la aprobación de los arzobispos de Estados Unidos con la misión para reclutar, enviar y apoyar misioneros estadounidenses en todo el mundo. El 29 de junio de 1911 el papa san Pío X bendijo la fundación de Maryknoll, que fue finalmente aprobada en 1930. Los primeros misioneros de la sociedad partieron hacia China en 1918.
26 obispos católicos han pertenecido a la sociedad.

## Actualmente
La sociedad contaba en 2005 con 30 casas y 497 misioneros de Maryknoll, de los cuales 429 eran sacerdotes, que prestan servicios en países de todo el mundo, principalmente en África, Asia y América Latina. A lo largo de su historia, especialmente en la primera mitad del siglo XX, los misioneros de Maryknoll desempeñaron un papel muy importante para la Iglesia católica en el este de Asia, donde aún mantienen una fuerte presencia misionera. 
Maryknoll también tiene amplias conexiones con muchos países de América Latina, donde ha establecido misiones educativas y asistenciales. Desde los años 1980 gran parte de su misión en África se ha dedicado a la erradicación del sida.

## The Maryknoll Office for Global Concerns
En 2005 se fundó The Maryknoll Office for Global Concerns: Peace, Social Justice and Integrity of Creation, entidad coordinadora de todos los misioneros y misioneras de la sociedad dedicada a la reflexión teológica y el análisis sistémico de la realidad vivida y observada por misioneros de Maryknoll en todo el mundo en torno al compromiso con la paz, la justicia social y la integridad de la creación, término teológico habitual para referirse a la ecología.
En la actualidad esta oficina es la encargada de coordinar la acción pública de la sociedad por la justicia social, especialmente de indígenas, refugiados, enfermos, mujeres y niños desfavorecidos. Forma parte de los organizadores de The Declaration for Peace, una petición internacional de paz para Irak.

## Editorial
La sociedad de Maryknoll publica Maryknoll Magazine, revista que trata de exponer a un público amplio su misión en todo el mundo, en español e inglés. También es propietaria de la editorial Orbis Books, especializada en libros de teología y otros temas, particularmente aquellos referentes a la obra misionera y la cooperación internacional. Esta editorial es conocida especialmente por haber traducido muchas obras de la teología de la liberación al inglés y ha recibido numerosos premios.